# Pliocen

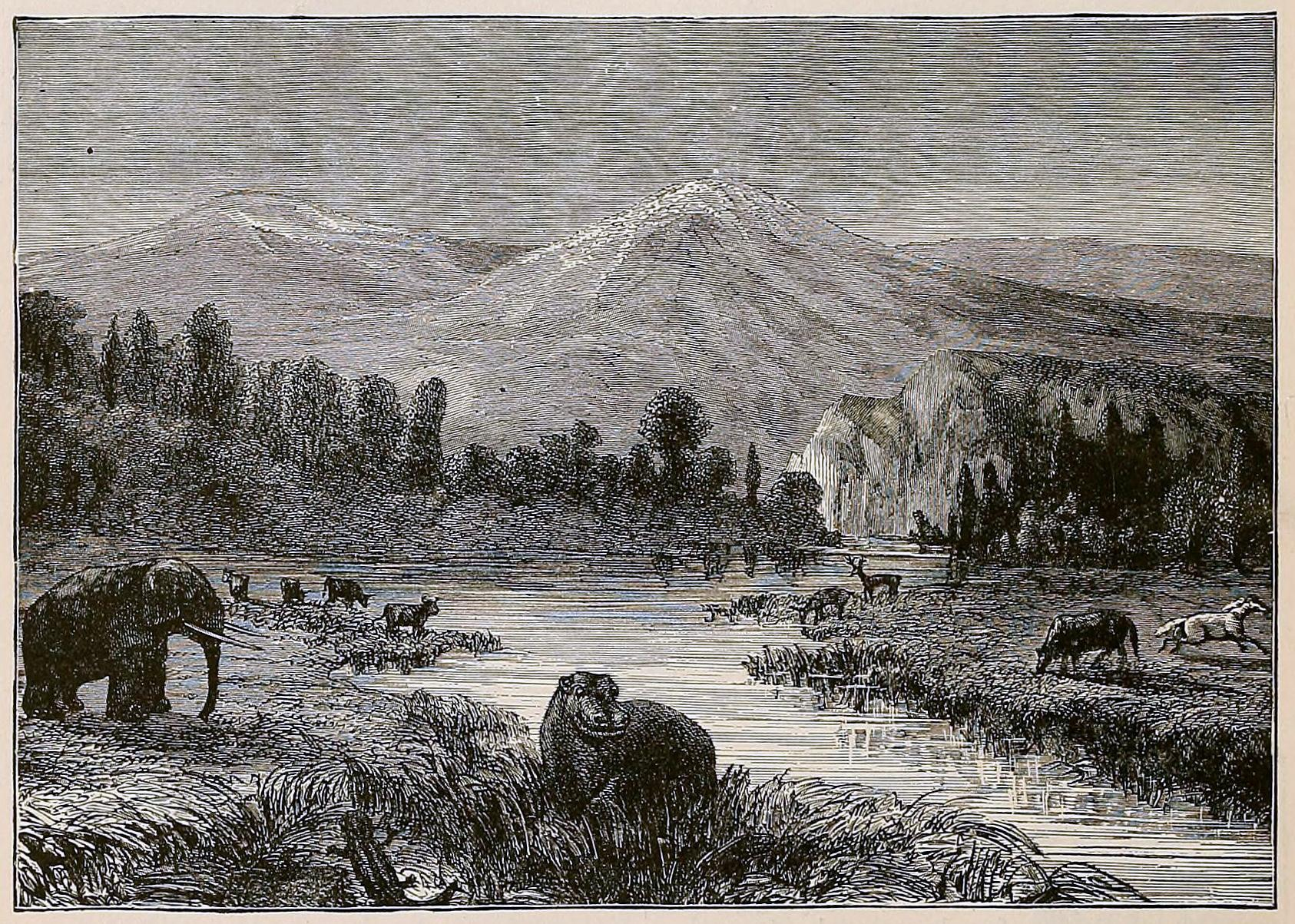
Ideea unui artist din secolul al XIX-lea despre un peisaj din pliocen

Pliocenul este epoca din scara timpului geologic care a durat de la 5,333 milioane până la 2,58 milioane de ani în urmă. Este a doua și cea mai recentă epocă a perioadei neogene din era cenozoică. Pliocenul urmează epocii miocenului și este urmat de epoca pleistocenului. Înainte de revizuirea din 2009 a scării timpului geologic, care a plasat cele mai recente patru glaciații majore în întregime în pleistocen, pliocenul a inclus și vârsta gelaziană, care a durat de la 2,588 până la 1,806 milioane de ani în urmă și este acum inclusă în pleistocen.
Ca și în cazul altor perioade geologice mai vechi, straturile geologice care îi definesc începutul și sfârșitul sunt bine identificate, dar datele exacte ale începutului și sfârșitului epocii sunt ușor incerte. Limitele care definesc pliocenul nu sunt legate de un eveniment la scară globală ușor de identificat, ci mai degrabă de limitele regionale dintre miocenul mai cald și pleistocenul relativ mai rece. Limita superioară corespunde începutului glaciațiilor din pleistocen.

## Etimologie
Charles Lyell (mai târziu Sir Charles) i-a dat pliocenului numele pe care îl poartă în Principii de geologie (volumul 3, 1833).
Cuvântul pliocen provine din cuvintele grecești πλεῖον (pleion, „mai”) și καινός (kainos, „nou” sau „recent”) și înseamnă aproximativ „continuare a recentului”, referindu-se la fauna de moluște marine în esență modernă.

## Subdiviziuni
În scara oficială a Comisiei Internaționale pentru Stratigrafie, pliocenul este subdivizat în două vârste. De la cea mai recentă la cel mai veche ele sunt:
- Piacenzian (3.600–2.58 Ma)[5]
- Zanclean (5.333–3.600 Ma)

Piacenzianul este uneori numit pliocenul târziu, iar zancleanul este numit pliocenul timpuriu.
În zona Paratethys (Europa centrală și părți din vestul Asiei) pliocenul include vârstele dacică (corespunde aproximativ zancleanului) și română (corespunde aproximativ piacenzianului și gelasianului la un loc). Ca de obicei în stratigrafie, se folosesc multe alte subdiviziuni regionale și locale.

## Clima

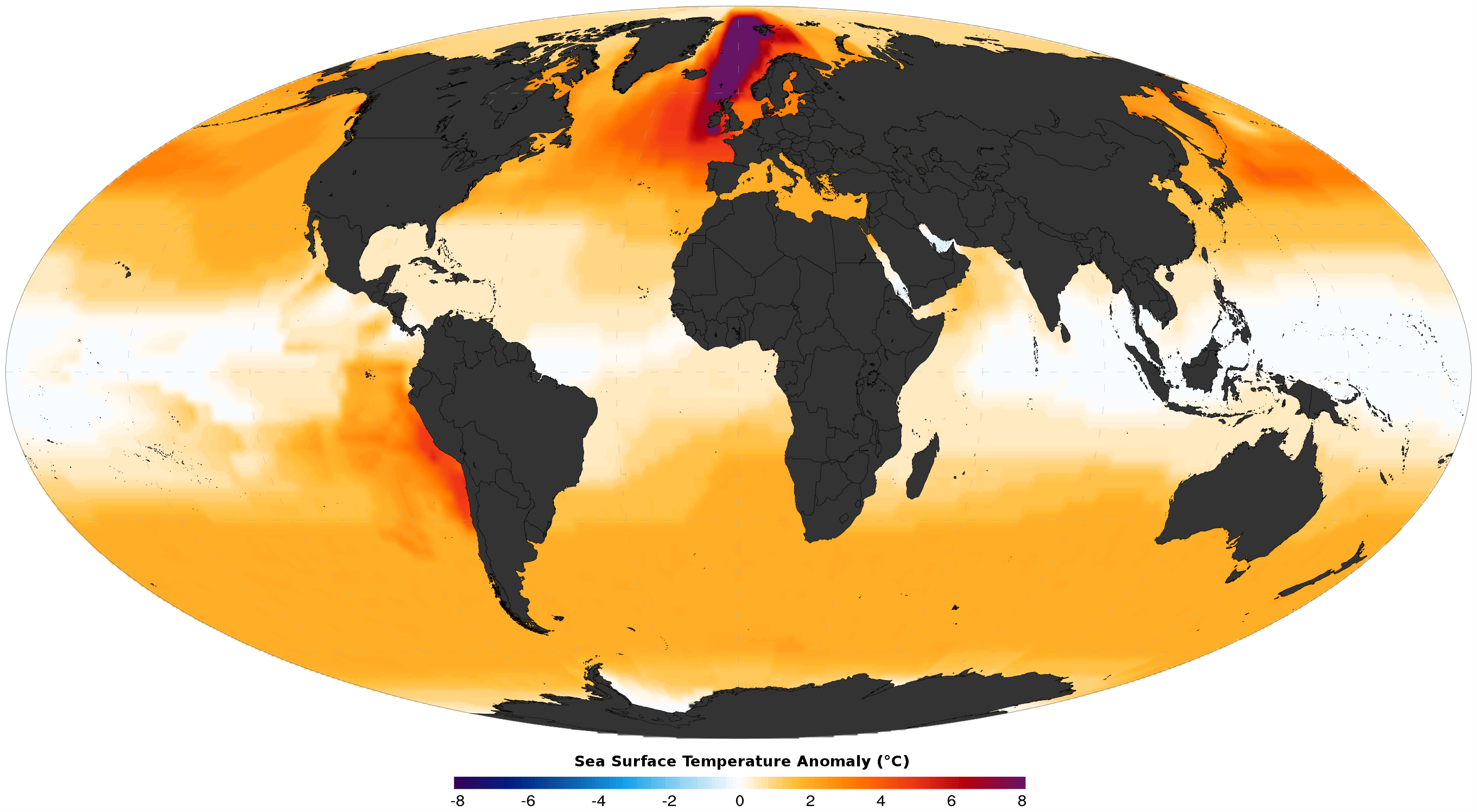
Reconstrucția anomaliei anuale a temperaturii suprafeței mării în pliocenul mijlociu

Începutul pliocenului a fost marcat de o creștere a temperaturilor globale în raport cu messinianul mai rece legat de ciclul de modulație a amplitudinii oblicității de 1,2 milioane de ani. Temperatura medie globală la mijlocul pliocenului (3,3–3 mya) a fost cu 2–3 °C mai mare decât cea de astăzi, nivelul de dioxid de carbon a fost același ca în prezent, și nivelul global al mării a fost cu 25 m mai înalt. Calota de gheață din emisfera nordică era efemeră înainte de debutul glaciației în Groenlanda care a avut loc la sfârșitul pliocenului 3 milioane de ani î.p. Formarea unei calote de gheață arctică este semnalată de o schimbare bruscă a raportului izotopilor de oxigen și prundișul adus de gheață în Atlanticul de Nord și Pacificul de Nord. Glaciația la latitudini medii era probabil în curs spre sfârșitul epocii. Răcirea globală care a avut loc în pliocen ar fi putut duce la dispariția pădurilor și răspândirea stepelor și a savanelor.

## Paleogeografie

Exemple de specii migratoare din America după formarea Istmului Panama. Siluetele măslinii denotă specii nord-americane cu strămoși sud-americani; siluetele albastre denotă specii sud-americane de origine nord-americană.

Continentele au continuat să se miște în derivă, deplasându-se din poziții posibil până la 250 km de la locațiile lor actuale până la pozițiile la numai 70 km de locul lor din prezent. America de Sud a devenit în pliocen legată de America de Nord prin Istmul Panama, făcând posibil Marele Schimb American și aducând un sfârșit aproape complet faunei distinctive de ungulate autohtone din America de Sud, deși alți taxoni sud-americani, cum ar fi mamiferele prădătoare, au dispărut deja până atunci și alții precum xenarthra au prosperat și după aceea. Formarea istmului a avut consecințe majore asupra temperaturilor globale, deoarece curenții oceanici ecuatoriali calzi au fost întrerupți și a început un ciclu atlantic de răcire, apele reci arctice și antarctice scăzând temperaturile în Atlanticul acum izolat.
Ciocnirea Africii cu Europa a format Marea Mediterană, izolând rămășițele Oceanului Tethys. La granița dintre miocen și pliocen a avut loc și criza de salinitate messiniană.
În pliocenul târziu înălțarea Himalayei a devenit mai puțin activă, așa cum demonstrează schimbările de sedimentare în evantaiul Bengal.
Istmul dintre Alaska și Siberia (Beringia) a fost inundat pentru prima dată pe la începutul pliocenului, permițând contactul dintre organismele marine din Oceanul Arctic și cel Pacific. După aceasta istmul va continua să fie periodic inundat și restaurat.
Formațiunile marine din pliocen sunt expuse în nord-estul Spaniei, sudul Californiei, Noua Zeelandă, și Italia.
În timpul pliocenului, părțile din sudul Norvegiei și sudul Suediei, care erau aproape de nivelul mării, s-au ridicat. În Norvegia această ridicare a înălțat platoul Hardangervidda la 1200 m în pliocenul timpuriu. În Suedia mișcări similare au înălțat Platoul Sud-Suedez, ducând la o deviere a râului Eridanos de la traseul inițial prin Suedia sud-centrală într-un curs la sud de Suedia.

## Mediul și evoluția strămoșilor omului
Pliocenul este marcat de două evenimente semnificative în evoluția strămoșilor omului. Primul este apariția homininului Australopithecus anamensis la începutul pliocenului, cu aproximativ 4,2 milioane de ani în urmă. Al doilea este apariția genului Homo, care include oamenii moderni și rudele lor cele mai apropiate dispărute, aproape de sfârșitul pliocenului, acum 2,6 milioane de ani. Trăsăturile-cheie care au evoluat la hominini în pliocen includ bipedalitatea terestră și, spre sfârșitul pliocenului, creierul encefalizat (creier cu un neocortex mare în raport cu masa corporală și fabricarea uneltelor de piatră.
Îmbunătățirile în metodele de datare și în utilizarea proxy-urilor climatice au oferit oamenilor de știință mijloacele de a testa ipoteze cu privire la evoluția strămoșilor omului. Ipotezele timpurii ale evoluției trăsăturilor umane au subliniat presiunile selective exercitate de anumite habitate. De exemplu, mulți oameni de știință au favorizat ipoteza savanei. Aceasta sugerează că evoluția bipedității terestre și a altor trăsături a fost un răspuns adaptativ la schimbările climatice din pliocen, care a transformat pădurile în savană. Această ipoteză a fost susținută de Grafton Elliot Smith în cartea sa din 1924, Evoluția omului, ca „lumea necunoscută dincolo de copaci”, și a fost dezvoltată de Raymond Dart ca teoria maimuțelor ucigașe. Alți oameni de știință, precum Sherwood L. Washburn, au subliniat un model intrinsec al evoluției homininelor. Conform acestui model, schimbările evoluționare timpurii au declanșat schimbări ulterioare. Modelul a luat puțin în considerare mediul înconjurător. Antropologii aveau tendința de a favoriza modele intrinseci, iar geologii și paleontologii vertebratelor aveau tendința de a se concentra mai mult pe habitate.
Alternativele la ipoteza savanei includ ipoteza pădurii, care subliniază evoluția homininilor în habitate închise, sau ipotezele care subliniază influența habitatelor mai reci la latitudini mai înalte sau influența variației sezoniere. Cercetările mai recente preferă ipoteza selecției variabilității, care propune că variabilitatea climei a favorizat dezvoltarea trăsăturilor homininelor. Proxy-urile climatice îmbunătățite arată că clima Africii de Est în pliocen era foarte variabilă, ceea ce sugerează că adaptabilitatea la condiții variate a fost mai importantă pentru evoluția homininelor decât presiunea constantă a unui anumit habitat.

## Flora
Schimbarea spre un climat mai rece, mai uscat și cu anotimpuri mai pronunțate a avut un impact considerabil asupra vegetației din pliocen, afectând speciile tropicale din întreaga lume. Pădurile de foioase s-au răspândit, pădurile de conifere și tundra acopereau o mare parte a nordului, iar stepele s-au răspândit pe toate continentele (cu excepția Antarcticii). Pădurile tropicale erau limitate la o fâșie îngustă la ecuator și, pe lângă savanele uscate, au apărut deșerturi în Asia și Africa.

## Fauna
Atât speciile marine, cât și cele continentale erau în esență moderne, deși speciile continentale erau puțin mai primitive decât în prezent.
Coliziunea continentelor a însemnat migrație și contact între specii izolate anterior, cum ar fi în cadrul Marelui Schimb American. Erbivorele au devenit mai mari, la fel ca și prădătorii specializați.
În Eurasia, rozătoarele au prosperat, iar arealul primatelor s-a redus. Elefanții, gomfoteriile și stegodonii erau răspândite în Asia (cele mai mari mamifere terestre din pliocen erau proboscideeni precum Deinotherium, Anancus și Mammut borsoni), iar hiracoideele au migrat spre nord din Africa. Diversitatea cailor a scăzut, în timp ce tapirii și rinocerii au dus-o destul de bine. Bovinele și antilopele erau răspândite; unele specii de cămile au trecut în Asia din America de Nord. Au apărut hiene și felinele cu colți-pumnal, alăturându-se altor prădători, precum caninele, urșii și nevăstuicile.